# Hail of Bullets
Hail of Bullets was een Nederlandse deathmetalband. Opgericht door Stephan Gebédi.
Gebédi had al eerder het idee om een old school deathmetalband op te richten met onder andere drummer Ed Warby (ex-lid van Gorefest). Door verplichtingen met Thanatos en de reünie van Gorefest waren zowel Gebédi als Warby niet in staat invulling te geven aan het idee. In 2006 besloten ze echter door te zetten en met zanger Martin van Drunen (ex-lid van Pestilence en Asphyx), Paul Baayens (gitaar) en Theo van Eekelen (bas) de band Hail Of Bullets te vervolledigen.
Alle teksten van Hail Of Bullets hebben te maken met oorlog, doorgaans over de Tweede Wereldoorlog. Hail Of Bullets nam tot op heden drie albums op, te weten '...Of Frost And War' (2008), 'On Divine Winds' (2010) en 'III: The Rommel Chronicles' (2013). Van Drunen werd in 2016 vervangen door Dave Ingram, voormalig zanger van onder andere Bolt Thrower. In 2017 viel de band echter wegens onenigheid uit elkaar. '...Of Frost And War' staat te boek als het bestverkochte death metal-album van vaderlandse bodem in het huidige millennium.

## Bandleden
- Paul Baayens – gitaar (2006–2017)
- Stephan Gebédi – gitaar (2006–2017)
- Theo Van Eekelen – bas (2006–2017)
- Ed Warby – drums (2006–2017)
- Dave Ingram – zang (2016–2017)
- Martin van Drunen – zang (2006–2015)

## Discografie

### Demo albums
- Hail of Bullets (zelf uitgebracht, 2007)

### Ep's
- Warsaw Rising (Metal Blade, (2009)

### Albums
- …Of Frost and War (Metal Blade, 2008)
- On Divine Winds (Metal Blade, 2010)
- III: The Rommel Chronicles (Metal Blade, 2013)